# Moncef Dhouib
Moncef Dhouib (àrab: المنصف ذويب, al-Munṣif Ḏuyīb) (Sfax, 1952) és un escriptor i director de cinema tunisià, Va fer els seus estudis a la Universitat de la Sorbonne Nova. Va organitzar espectacles gegants de titelles. El 2014, va escriure un llibre titulat Le roi et les trois buffles.

## Carrera cinematogràfica
Moncef Dhouib va fer el paper d'un criat a Misunderstood de Jerry Schatzberg el 1984.
Membre del moviment tunisià de cineastes amateurs, va dirigir una sèrie de curtmetratges: Hammam d'hab el 1985, Hadhra (trance) el 1989, després Tourba el 1997; aquest obté el Preu del millor curtmetratge durant el setè Festival Cinema Africano, d'Asia e America Latina de Milà. També va dirigir llargmetratges com Le Sultan de la médina el 1992, una pel·lícula que conté escenes eròtiques atrevides, i va escriure el guió de Les Siestes grenadine de Mahmoud Ben Mahmoud el 1999, després va produir La télé arrive el 2006. Ha estat guardonat al Festival Panafricà de Cinema i Televisió de Ouagadougou.
També va escriure tres espectacles d'èxit: Makki et Zakia i Fak Issardouk Inraychou interpretats per Lamine Nahdi (cadascun a la cartellera durant més de sis anys) i Madame Kenza interpretada per Wajiha Jendoubi.
També va dirigir una sèrie de televisió, Ya Msaharni, amb Mohamed Kouka i Chawki Bouglia en els papers principals.

## Filmografia seleccionada

### Actor
Va interpretar el paper de la donzella el 1984 a la pel·lícula Malcompresos.

### Director
Va dirigir una sèrie de curtmetratgess el 1980.
- 1986 : Hammam D'hab (El bany d'Or) escrit per Hedi Abassi.
- 1989 : El hadhra.
- 1992 : Soltane El Medina (El Sultà de la ciutat) produït per Ahmed Baha.
- 1995 : Tourba (Terra).
- 1999 : Les siestes grenadine (migdiades de granadina) dirigida per Mahmoud Ben Mahmoud.
- 2006 : va produir i dirigir Talfza Jaya produïda per Manara productions.

### Teatre
També va escriure tres actuacions en solitari que van aconseguir un gran èxit a Tunísia :
- 1993 : Makki and Zakia i Fi hak Essardouk Enraychou (one man show) interpretats per Lamine Nahdi (cadascun d'ells es va representar durant més de sis anys).
- 2008 : Mme Kenza interpretada per Wajiha Jendoubi.
- Manseya Fe Al Entekhabet Al Re2aseya (Oblidat a les eleccions presidencials) interpretada per Naima El Jeni.